# SN 1998da
SN 1998da – supernowa odkryta 1 lipca 1998 roku w galaktyce A002713-3925. W momencie odkrycia miała maksymalną jasność 20,50m.